# یونتویل (کالیفرنیا)
یونت ویل (به انگلیسی: Yountville) شهری در شهرستان ناپا ایالت کالیفرنیا است که در سرشماری سال ۲۰۱۰ میلادی، ۲۹۳۳ نفر جمعیت داشته است.